# Yoo Kyoung-youl
Yoo Kyoung-youl ((유경렬?, 柳俓烈?); Seul, 15 agosto 1978) è un ex calciatore sudcoreano, di ruolo difensore.